# Getting Better
〈Getting Better〉는 존 레논의 서정적인 기여로 폴 매카트니(레논-매카트니)가 주로 작곡한 곡이다. 이 곡은 1967년 음반 《Sgt. Pepper's Lonely Hearts Club Band》로 비틀즈에 의해 녹음되었다.

## 참여 인원
- 폴 매카트니 – 더블 트랙킹된 보컬, 베이스 기타, 박수
- 존 레논 – 백킹 보컬, 리듬 기타, 박수
- 조지 해리슨 – 백킹 보컬, 리드 기타, 탐푸라, 박수
- 링고 스타 – 드럼, 콩가, 박수
- 조지 마틴 – 피아노, 파이넷